# آكروتاتوس الثاني
آكروتاتوس (باليونانيَّة: Ἀκρότατος) هو ابن آريوس الأول، والملك السادس والعشرون لأسبرطة من سلالة أجيداي، وأب آريوس الثاني الذي سيخلف الحكم من بعده.

## وصلات خارجية
- قاموس السيرة والأساطير اليونانية والرومانية (بالإنجليزية)